# Eloxochitlán, Hidalgo
Eloxochitlán är en ort i Mexiko.   Den ligger i kommunen Eloxochitlán och delstaten Hidalgo, i den sydöstra delen av landet, 150 km norr om huvudstaden Mexico City. Eloxochitlán ligger 1 941 meter över havet och antalet invånare är 612.
Terrängen runt Eloxochitlán är kuperad västerut, men österut är den bergig. Runt Eloxochitlán är det glesbefolkat, med 20 invånare per kvadratkilometer. Närmaste större samhälle är Zacualtipán, 19,0 km sydost om Eloxochitlán. I omgivningarna runt Eloxochitlán växer huvudsakligen savannskog.